# DCP1B
DCP1B‏ (Decapping mRNA 1B) هوَ بروتين يُشَفر بواسطة جين DCP1B في الإنسان.